# Angelo Cijntje
Angelo Cijntje, właśc. Ryangelo Cijntje (ur. 9 listopada 1980 w Willemstad) – piłkarz z Curaçao występujący na pozycji obrońcy w holenderskim klubie Veendam 1894.

## Kariera
Jest wychowankiem SC Heerenveen, w którego barwach nie rozegrał jednak żadnego spotkania. W 2001 był wypożyczony do fińskiego Kuopion Palloseura. Od 2002 do 2013 grał BV Veendam. Następnie odszedł do FC Groningen. Grał też w ACV. 1 lipca 2016 podpisał kontrakt z holenderskim klubem Veendam 1894.
W reprezentacji Antyli Holenderskich zadebiutował w styczniu 2004, w meczu przeciwko Surinamowi. Cijntje występował w eliminacjach do Mistrzostw Świata 2006.